# Maixabel Lasa

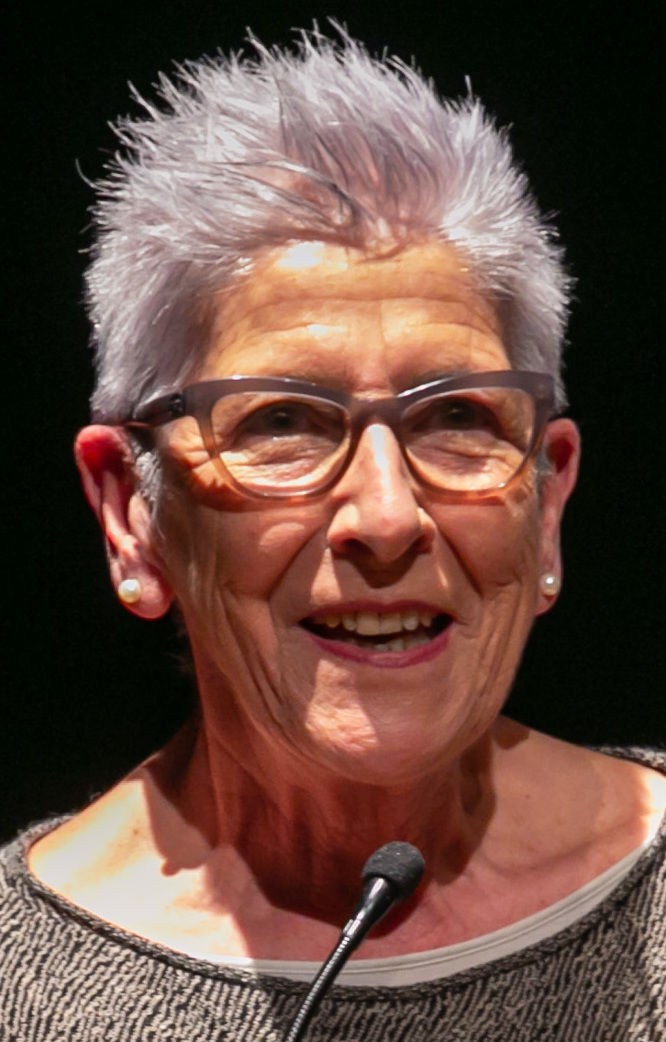
Maixabel Lasa (2021)

Maixabel Lasa Iturrioz (* 1951 in Legorreta, Guipúzcoa) ist eine spanische Aktivistin und Politikerin, die sich in ihrer Arbeit als Direktorin des Büros für Opfer des Terrorismus der baskischen Regierung (2001–2012) für ein friedliches Zusammenleben im Baskenland einsetzte. Die Witwe von Juan María Jauregui, einem von ETA ermordeten baskischen PSE-Politiker, war eines der Opfer des Terrorismus, das sich bereit erklärte, sich mit den Mördern ihres Mannes im Gefängnis zu treffen.

## Leben

### Politischer Beginn
Noch während der Franco-Diktatur Anfang der 1970er Jahre begann sie zusammen mit ihrem Ehemann Juan María Jáuregui, sich in der baskischen kommunistischen Partei PCE-EPK zu engagieren. In den 1980er Jahren wechselten sie in die baskische Sozialistische Partei (PSE-PSOE).

### Opfer des Terrorismus
Im Jahr 2000 wurde ihr Ehemann von ETA ermordet. Sie kannte ihn seit ihrem 17. Lebensjahr, war mit ihm 25 Jahre verheiratet und hat eine Tochter mit ihm.

### Arbeit für alle Opfer des Terrorismus
Im Dezember 2001 wird sie zur Direktorin des Büros für Opfer des Terrorismus der baskischen Regierung ernannt, welches Amt sie ununterbrochen 11 Jahre in drei Legislaturperioden ausfüllte. Ihre Nominierung durch die Regierung Ibarretxe wurde von allen Parteien begrüßt. Allerdings gab es seit 1999 nach dem Bruch des Waffenstillstandes durch ETA viele Unbekannte, wie jetzt das Amt weitergeführt werden konnte.
Zusammen mit Txema Urkijo musste sie das Vertrauen der Opfer gewinnen, um eine neue Phase in der Wiedereingliederungspolitik zu beginnen, was ihr aber gelang. Allerdings war ihre Entscheidung, alle Opfer des Terrorismus, egal ob sie Opfer von Euskadi Ta Askatasuna (ETA), Grupos Antiterroristas de Liberación (GAL) oder polizeilichen Übergriffen waren, gleich zu behandeln, sehr umstritten.

### Dialoge für den Frieden
Sie nahm selbst an dem Projekt "Wiederherstellende Gerechtigkeit" ("justicia restaurativa") durch Dialoge teil. Es handelte sich um 11 Treffen, die aus der Bitte einer Reihe von 11 ETA-Gefangenen hervorgingen, sich mit Opfern treffen zu wollen. Lasa erhielt 2011 eine Anfrage von Luis Carrasco, einem der drei Mörder ihres Mannes. Lasa hat immer das Prinzip einer "zweiten Chance" verteidigt und ging darauf ein. Sie hatte das Gefühl, dass dieser Täter das durch ihn verursachte Leid spürte und seine Tat bereute. 2014 traf sie auch Ibon Etxezarreta, 2021 Patxi Makazaga, die anderen Mörder ihres Ehemannes.
Nachdem 14 Treffen auch anderer Opfer im Jahre 2011 unter größter Geheimhaltung stattgefunden hatten, wurden sie 2012 öffentlich gemacht. Als daraufhin die spanische Volkspartei dagegen protestierte, wurden die offiziellen Treffen eingestellt.

### Bruch mit der sozialistischen Partei
Auch die PSOE sah sich in der Generallinie des politischen Konzepts von Maixabel Lasa nicht vertreten und nutzte die Gelegenheit, als Lasa ihren persönlichen Freund Txema Urkijo in seinem Wahlkampf für Mas País unterstützte, sie mit dem Ausschluss zu bedrohen. Maixabel Lasa zog die Konsequenz und verließ die Partei.

## Maixabel der Film
Lasa definiert den Film Maixabel (2021) von Icíar Bollaín einerseits als ein Lied auf die Notwendigkeit des friedlichen Zusammenlebens aller Menschen, verschiedener Menschen, mit Respekt voreinander und andererseits als ein Lied auf die Delegitimierung von Gewalt:
 "Mit Gewalt erreicht man absolut nichts. Man muss die Dinge anders angehen, mit pädagogischen Maßnahmen, indem man seinen Nachbarn zuhört und die Probleme, die wir tagtäglich haben, vor allem mit Worten löst."

## Auszeichnungen und Ehrungen
- 2009 Auszeichnung der López de Lacalle Stiftung für „ihre wertvolle und unermüdliche Arbeit für die Verteidigung der Freiheit, demokratischer Werte und Toleranz“
- 2013 Nationaler Menschenrechtspreis der Spanischen Vereinigung für Menschenrechte für die Dialogerfahrung zwischen ehemaligen ETA-Mitgliedern und ihren Opfern
- 2015 Johannes XXIII. Memorial für ihre Arbeit an der Förderung des Dialogs zwischen den verschiedenen Akteuren im Zusammenhang mit terroristischer Gewalt im Baskenland